# 浜小樽駅
浜小樽駅（はまおたるえき）は、かつて北海道小樽市堺町にあった函館本線小樽築港駅を起点とする貨物支線の貨物駅。事務管理コードは▲130176。1984年（昭和59年）2月1日に同線の廃止に伴い、廃駅となった。

## 概要
1923年（大正12年）に竣工した小樽運河建設の小樽港第1期港湾修築工事に引き続き、堺町の市営繋船岸壁や勝納川河口の貯木場、荷揚場整備となる1927年（昭和2年）7月着工の第2期港湾修築工事が1932年（昭和7年）7月に竣工した。この工事にて小樽市は港湾荷役業務の効率化を図るために臨港鉄道の敷設を政府に陳情したが、財政上の理由により受け入れられず、このため市は市費を投じて小樽築港駅構内分岐点から本線2 km、側線2.2 kmの敷設を行い鉄道省へ寄付した。これにより鉄道省は当駅を開設した。当駅から港側に市営の公共臨港線を伸ばし、各埠頭の建設に併せて専用岐線を敷設して、小樽臨港鉄道株式会社に管理運用をさせていたが、小樽港の荷役量の減少と道路整備の進展等により、トラック輸送への合理化が図られて廃止となった。なお、公共臨港線における機関車運用は、臨港鉄道自社機によって行われた。

## 歴史

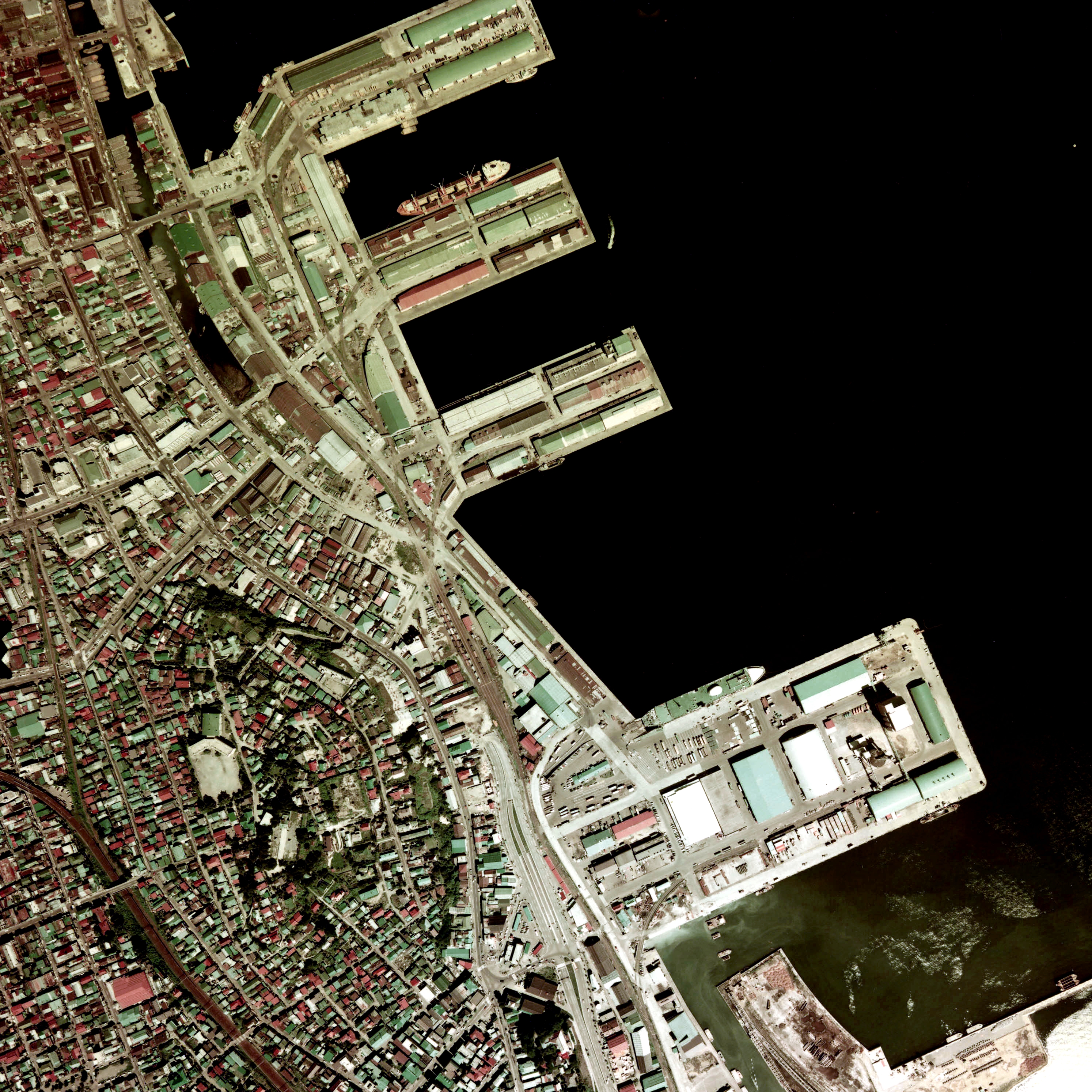
1976年、浜小樽駅と周囲1.5 km範囲。中央のやや左下に当駅。埠頭は上から第3号、第2号、第1号、第4号埠頭。第1号から第3号までは2本ずつの岐線を持つ。また第1号と第4号の間が堺町市営繋船岸壁だが、埠頭建設以前の初期の頃は第3号埠頭の根元までが繋船岸壁で、運河横の倉庫前から岸壁東南端まで臨港線が1本通しで敷かれて当駅から中央で接続していたが、この時点では倉庫側と岸壁側の2本に分かれている。

- 1932年（昭和7年）7月1日：国有鉄道函館本線の貨物支線および臨港鉄道と共に浜小樽駅開設[1]。
- 1937年（昭和12年）：第1号埠頭（現・港町埠頭の一部）完成。岐線使用開始。
- 1949年（昭和24年）6月1日：日本国有鉄道法施行に伴い、日本国有鉄道（国鉄）に継承。
- 1950年（昭和25年）：第2号埠頭完成。岐線使用開始。
- 1954年（昭和29年）：第3号埠頭第1期工事完成。岐線使用開始。
- 1972年（昭和47年）：第4号埠頭（現・中央埠頭）完成。岐線使用開始。
- 1984年（昭和59年）2月1日：トラック輸送への合理化のため、公共臨港線及び貨物支線廃線に伴い廃駅[1]。

## 隣の駅
日本国有鉄道（国鉄）
函館本線（貨物支線）
小樽築港駅 - （貨）浜小樽駅